# Lágymányosi Szent Adalbert-plébánia
A Lágymányosi Szent Adalbert-plébánia Budapest XI. kerületének egyik katolikus plébániája. Első szükségkápolnája 1931-ben jött létre a Fehérvári út egyik épületében, új templomának alapkövét 2013-ban rakták le, az eredeti helyszíntől kicsit távolabb, azzal nagyjából átellenben; felszentelése 2014. október 31-én zajlott. Érdekessége, hogy elnevezésével ellentétben a régi és az új temploma sem Lágymányos, hanem Kelenföld városrész területén helyezkedik el.

## Történelem
A plébánia megszerveződésének története 1919 őszéig nyúlik vissza, akkor kezdett misézni a környék híveinek, a Hengermalom úti iskola tornatermében Havlicsek Vince hitoktató. 1921-ben alakították meg az itt élő katolikus hívek a Búzavirág Kisegítő Kápolna Egyesületet, amely 1927-ben néhány sarokkal délebbre, a Major utca 9. szám alatt kultúrházat létesített, három évvel később pedig lehetőséget kapott az új egyházközség megszervezésére is. A lelkészség hivatalosan 1931-ben alakult meg, területét a tabáni Szent Katalin plébánia korábbi területéből határolták le; a teljes önállóságot és anyakönyvezési jogot a lelkészség 1934-ben nyerte el. A plébánián 1934-től van önálló anyakönyvezés, a korábbi anyakönyvek a tabáni és a szentimrevárosi plébánián találhatók.
A misézőhely a Hengermalom úti, iskolai tornateremből 1931-ben egy szükségkápolnába települt át, ez utóbbit a Fehérvári út 88. számú épület egyik nagyobb üzlethelyiségéből alakították ki, ahol 2014-ig működött. A kultúrház 1935-ben költözött közelebb az új kápolnához, ekkor a lelkészlakásokkal együtt a Fehérvári út 84. szám alatt kapott helyet; ugyanebben az évben egy 176 négyzetméteres alapterületű kápolna is létesült a Galvani utcában (a Budafoki út kereszteződése közelében), Jeruzsálem-kápolna elnevezéssel, a környéken létrejött, ún. Jeruzsálem-telepen lakó katolikus hívek könnyebb ellátása céljából. Az egyházközség ebben az időben egy saját, méltó templom emelését is célul tűzte ki, az ezzel kapcsolatos tervek valóra váltását azonban a második világháború meghiúsította. Az önálló plébániai rangot 1940-ben nyerte el a lágymányosi lelkészség.
A háború után a kommunizmus térnyerése azonban kedvezőtlenül hatott az egyházközség fejlődésére. 1950-ben a plébániához tartozó kultúrházat államosították, az ott lévő káplánlakások helyébe a Lágymányosi (Baranyai téri) lakótelep egyik társasházában (a Bölcső utca 13. számú ház ötödik emeletén) utaltak ki lakást a plébánia káplánjai számára, és ellehetetlenítették a Galvani utcai kápolna működését is (az utóbbit csak 2001-ben kapta vissza az egyházközség; a kápolna a Musits Antal által vezetett felújítás után vált ismét használhatóvá). A Fehérvári út 88. alatti misézőhelyen 1954-ben és 1977-ben hajtottak végre kisebb fejlesztéseket: az előbbi esetben átrendezéssel igyekeztek megnövelni a kápolna befogadóképességét, utóbb pedig a liturgikus tér kialakítását végezték el, Török Ferenc műegyetemi adjunktus tervei szerint.
Az egyházközségen belül 1994-ben egy alapítványt is létrehoztak, Szent Adalbert Missziós Alapítvány néven, ennek égisze alatt szervezik többek közt a cserkészéletet, az idősekkel való foglalkozást, továbbá a határon túli magyarokkal való, folyamatos kapcsolattartást és szükség szerinti segítségnyújtást. Ezek mellett 2000 körül bevezették azt is, hogy az alapítvány ingyenes fogorvosi ellátást nyújt mindazoknak, akik anyagi helyzetük miatt nem képesek megfizetni a térítésköteles kezeléseket.

## Templom

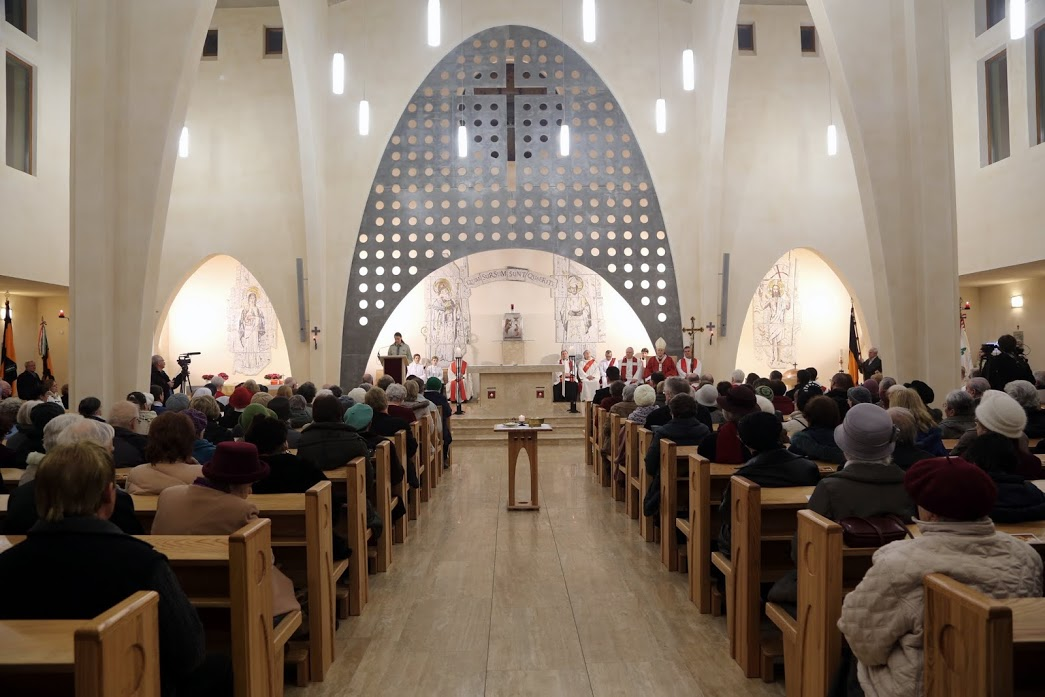
A templom a felszentelési misén

A plébániához tartozó hívek soha nem tettek le arról a tervükről, hogy saját, méltó templomot emeljenek, erre azonban először csak a 2010-es években nyílt lehetőségük. Az új templom a Fehérvári út, az Etele út és a Petzval József utca által határolt területen épült, amit 2008 decemberében kapott ingyenes használatra 99 évre az egyházközség; ugyanitt urnatemetőt is létesítenek és egy harangláb is tartozik majd a templomhoz.
Az új, boldog Meszlényi Zoltánról elnevezett – a Jahoda és Páricsy Építésziroda által tervezett és az Alp-Inter Magasépítő Kft. kivitelezésében megépített – templom alapkövét 2013. április 23-án, a templom búcsúnapján tette le Erdő Péter bíboros; átadása utáni felszentelésére pedig 2014. októberének utolsó napján került sor, úgyszintén Erdő Péter celebrálásában. A beruházás becsült értéke 2010-es árakkal számolva 750 millió forint. A tervek szerint az új épületkomplexum az alapvető egyházi feladatok ellátásán felül egyéb közösségi eseményeknek is helyszíne lesz.
Az új templom kortárs épület, hagyományos belső térszerkezettel. A bejárat előtt, az utcaszintnél magasabban egy kis tér található, valamint egy külön, betonlábakon álló harangtorony emelkedik.